# Великоцьк
Велико́цьк (Колишнє Пекло) — село в Україні, у Міловській селищній громаді Старобільського району Луганської області. Населення становить 1492 осіб.

## Географія
У селі річка Черепаха впадає у Мілову.

## Історія

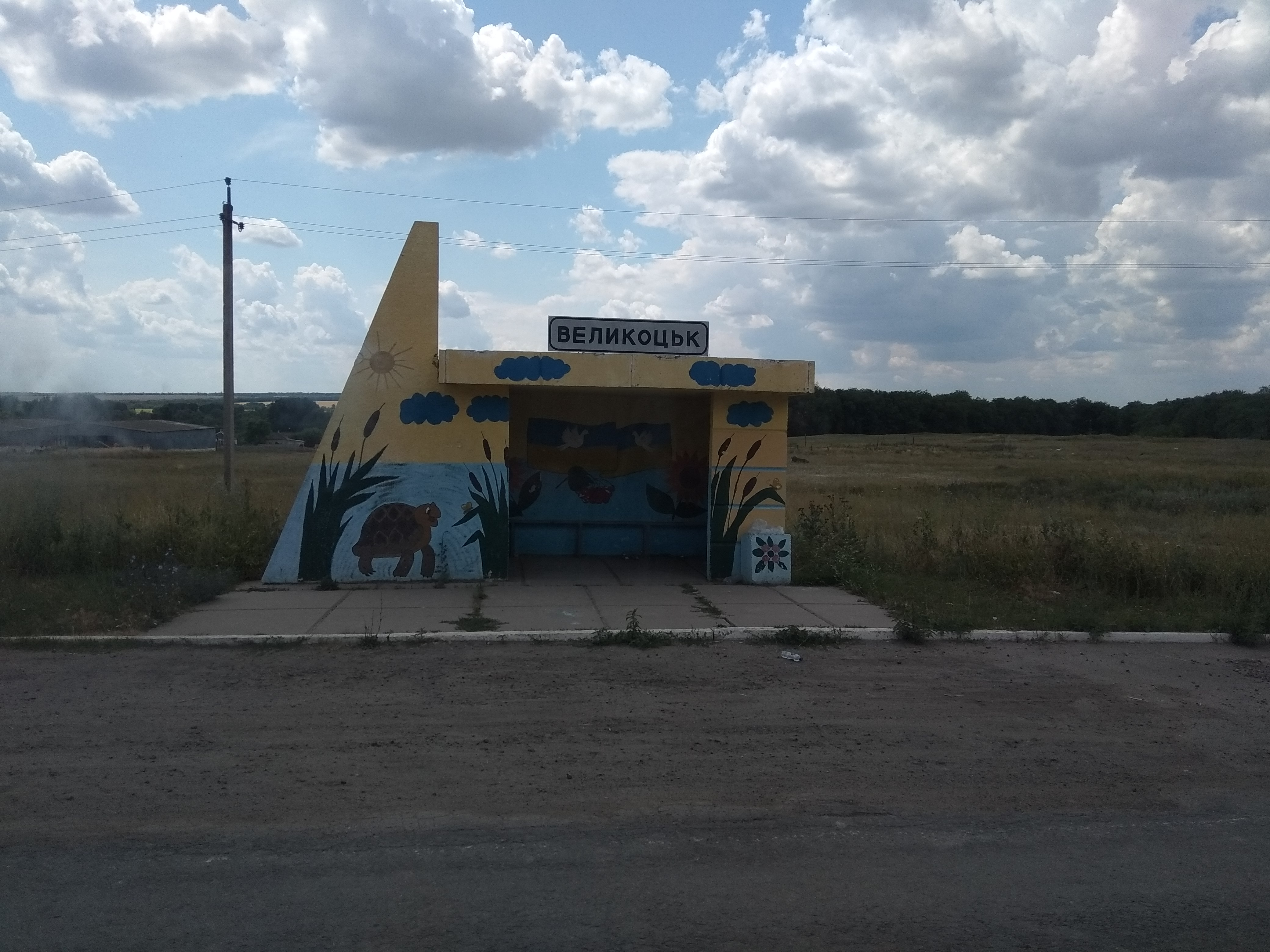
Автобусна зупинка у Великоцьку

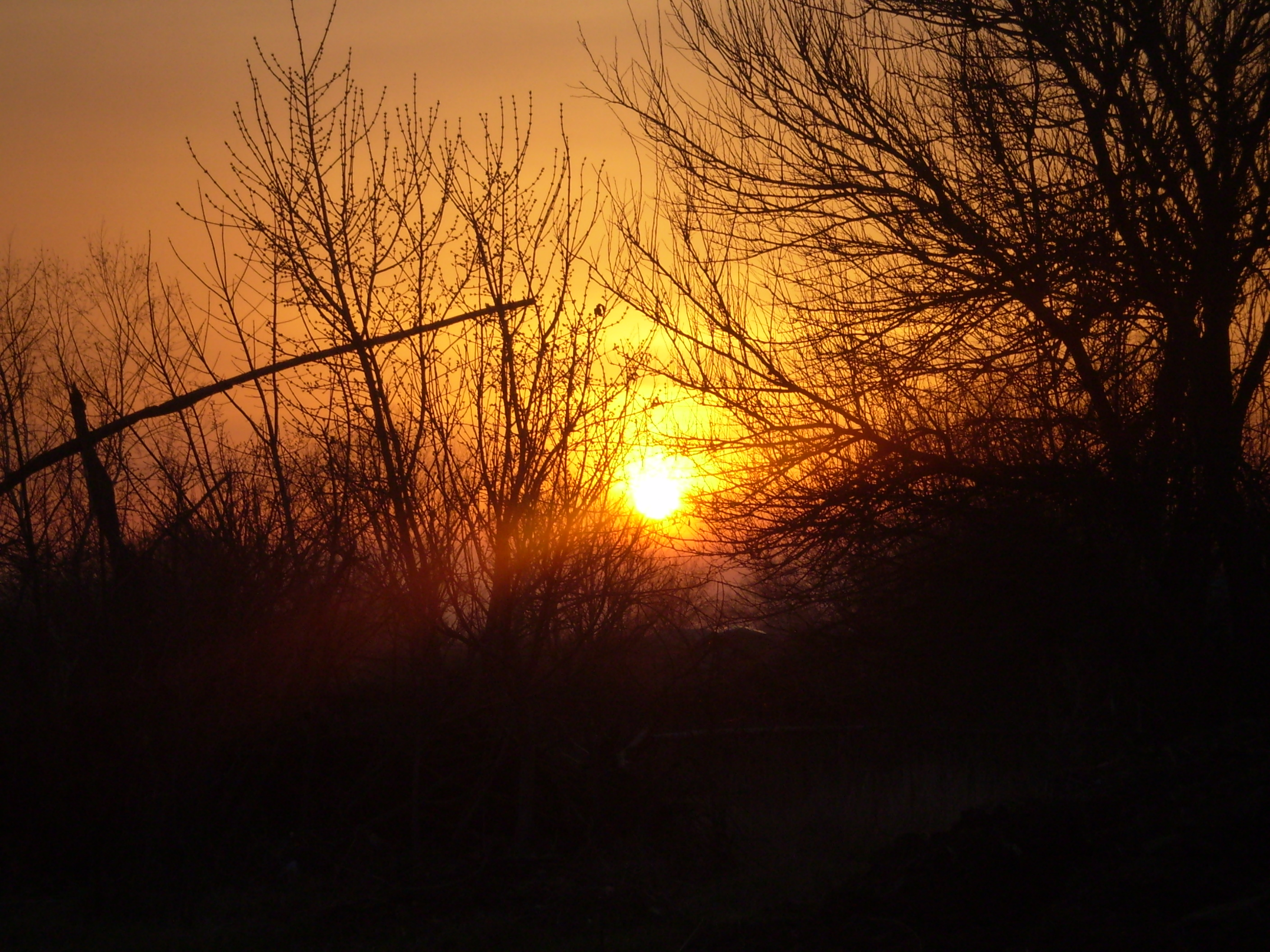
Захід сонця в Стрільцівському степу поблизу села Великоцьк

За даними на 1864 рік у казенній слободі Великоцькій Старобільського повіту Харківської губернії мешкало 2045 осіб (1013 чоловічої статі та 1032 — жіночої), налічувалось 228 дворових господарства, існувала православна церква.
Станом на 1885 рік у колишній державній слободі Стрільцівська волості, мешкало 2256 осіб налічувалось 365 дворових господарств, існували православна церква, школа, поштова станція й 3 лавки, відбувалось відбувався щорічний ярмарок.
За переписом 1897 року кількість мешканців зросла до 3296 осіб (1629 чоловічої статі та 1667 — жіночої), з яких 3289 — православної віри.
За даними на 1914 рік у слободі проживало 4812 мешканців.
Село постраждало внаслідок геноциду українського народу, вчиненого урядом СССР у 1932—1933 роках, кількість встановлених жертв у Березово-Ярській сільській раді — 395 людей.
Станом на 24 лютого 2022 рік село було окуповано ВС РФ. Поширилася народна назва села "Колишнє Пекло".

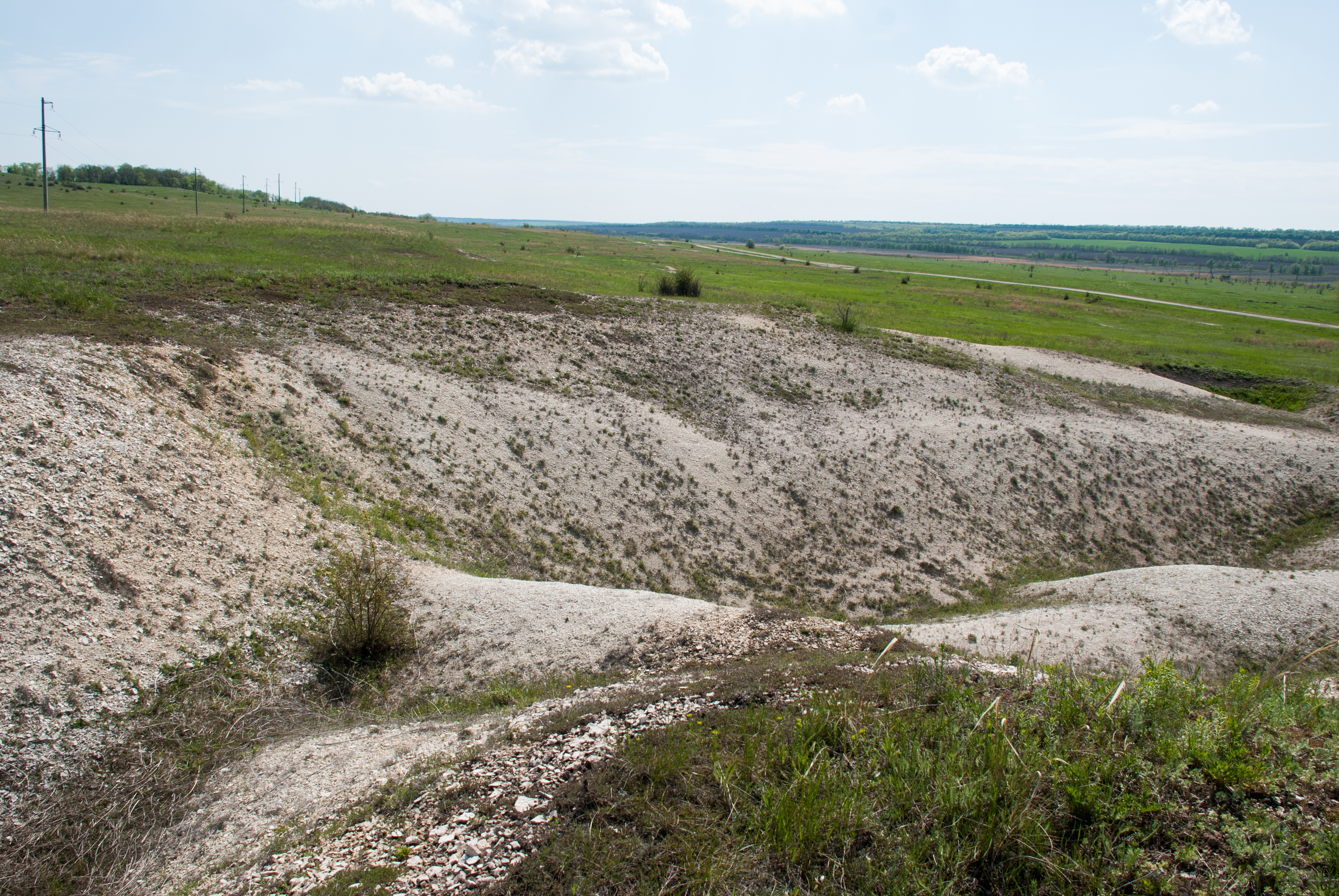
Крейдяні пагорби Великоцька

## Населення
За даними перепису 2001 року населення села становило 1492 особи, з них 88,67 % зазначили рідною мову українську, 9,79 % — російську, а 1,54 % — іншу.

## Відомі уродженці
- Гладченко Павло Митрофанович — український краєзнавець, полковник у відставці.
- Скітченко Нікіта Олександрович (2000—2019) — солдат Збройних сил України, учасник російсько-української війни.
- Яришев Микола Михайлович — український діяч, директор радгоспу «Лисичанський» Попаснянського району Ворошиловградської (Луганської) області. Народний депутат України 1-го скликання.

## Також
- Перелік населених пунктів, що постраждали від Голодомору 1932-1933, Луганська область